# CD-ROM

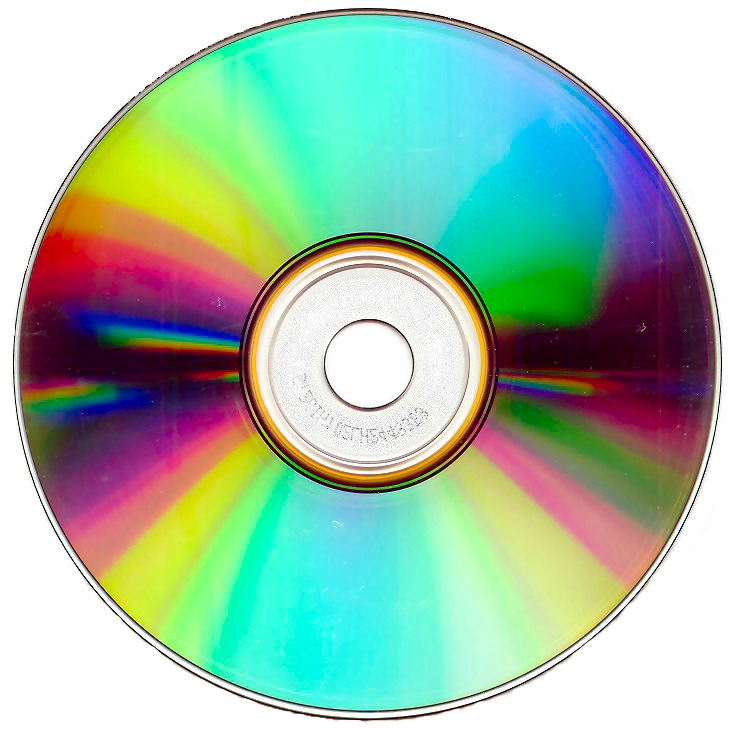
lățimepx

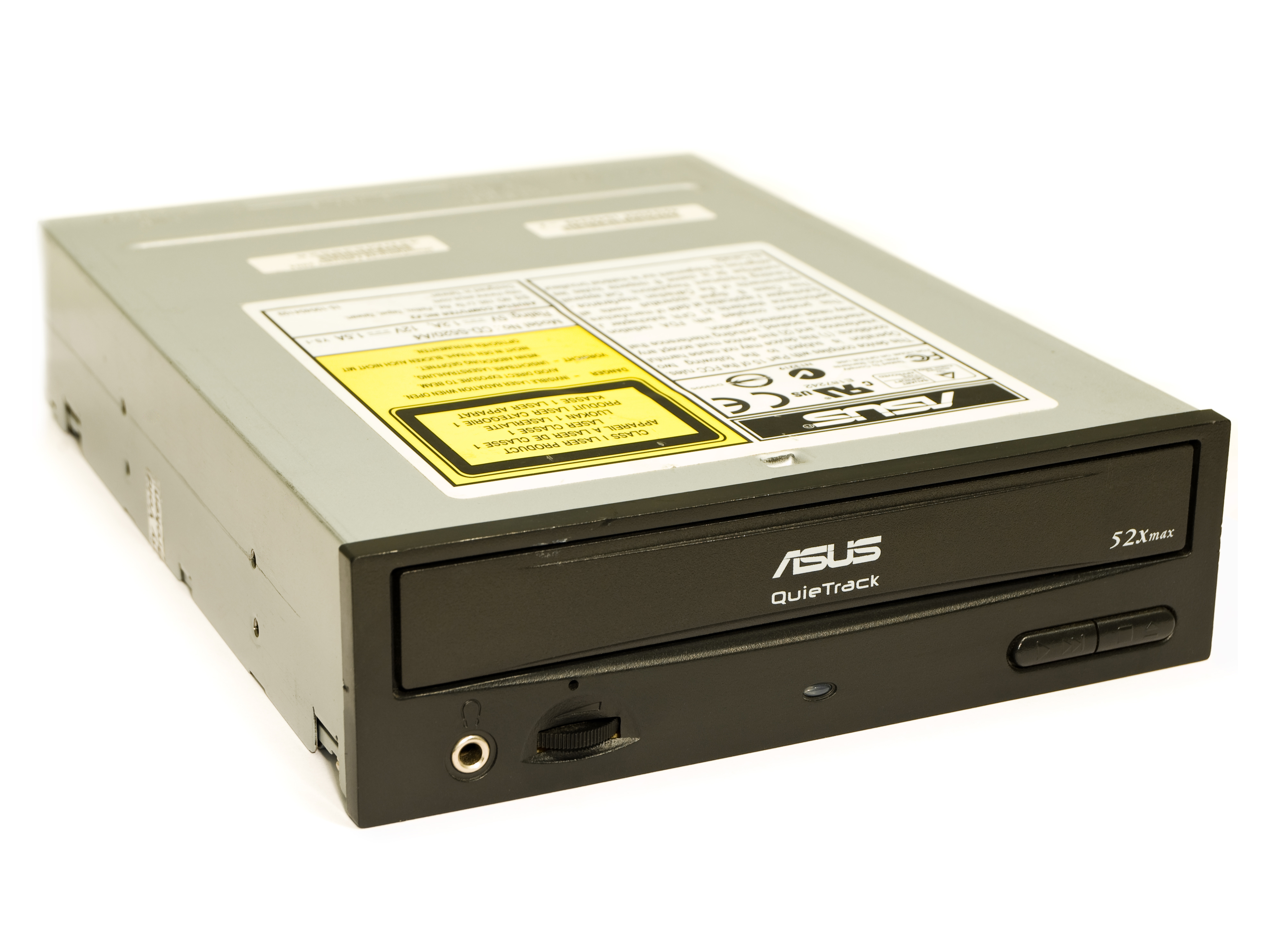
Cititor CD-ROM

CD-ROM-ul (Compact Disc Read-Only Memory, română: disc compact cu memorie doar în citire sau nevolatilă) a fost dezvoltat în 1985.
Termenul compact este datorat dimensiunilor sale mici, la standardele actuale. Atunci când a apărut putea fi doar citit și nu putea fi schimbat conținutul, de aceea s-a folosit termenul moștenit de la memoriile nemodificabile ROM. Înregistrarea este făcută de către producător. Există și alte tipuri de aceste discuri, cum ar fi CD-R si CD-RW , care permit utilizatorului obișnuit să facă propriile înregistrări, o dată sau, respectiv, de mai multe ori cu ajutorul unui hardware și software necesar.
CD-ROM-ul poate stoca orice tip de conținut, de la date generice, video și audio, sau conținut mixt. Playerele normale audio pot reda doar un CD-ROM-ul dacă acesta conține  fișiere audio.
ISO 9660 este standardul, care definește sistemul de fișiere utilizat pe CD-ROM și DVD-ROM înființat în 1985 de către Sony și Philips.

## Capacitate
Cu câțiva ani înainte de 2005, CD-ROM-ul cu o capacitate de 650 megaocteți a fost înlocuit cu cel de 700 megaocteți, devenind printre cele mai comune. Cu toate acestea, există alte formate superioare, cum ar fi CD-uri de  2GB.
| Tip           | Timp (minute) | Sectoare | Maxim de date (octeți) | Maxim de date (MB) |
| ------------- | ------------- | -------- | ---------------------- | ------------------ |
| Mini CD 200MB | cca. 25       | 94 500   | 193 536 000            | 184,6              |
| "550MB"       | 63            | 283 500  | 580 608 000            | 553,7              |
| "650MB"       | 74            | 333 000  | 681 984 000            | 650,3              |
| "700MB"       | 80            | 360 000  | 737 280 000            | 703,1              |
| "800MB"       | 90            | 405 000  | 829 440 000            | 791,0              |
| "900MB"       | 99            | 445 500  | 912 384 000            | 870,1              |

## Vezi și
- Disc compact
- CD-R
- CD-RW
- DVD-ROM
- Blu-ray
- HD-DVD
- Hyper CD-ROM
- Rainbow Books